# Тоннак
Тонна́к (фр. Tonnac, окс. Totnac) — коммуна во Франции, находится в регионе Юг — Пиренеи. Департамент — Тарн. Входит в состав кантона Кармо-2 Валле-дю-Серу. Округ коммуны — Альби.
Код INSEE коммуны — 81300.

## География

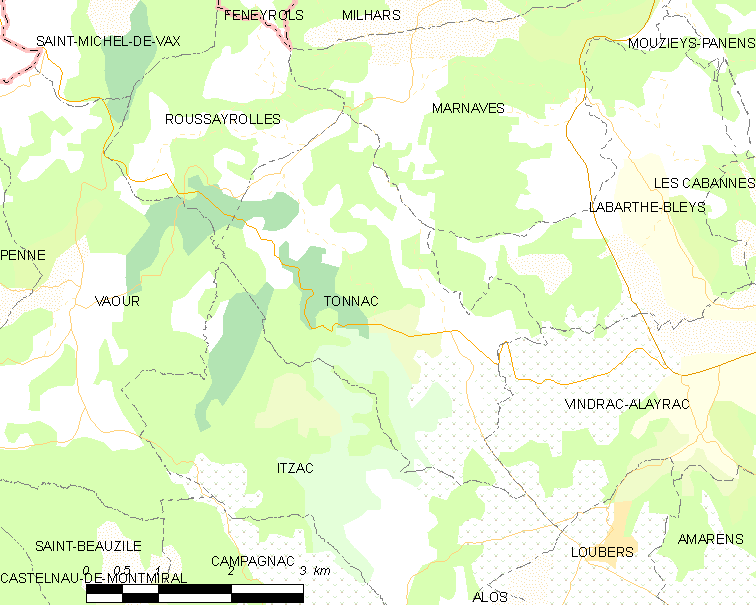
Карта коммуны

Коммуна расположена приблизительно в 540 км к югу от Парижа, в 65 км северо-восточнее Тулузы, в 27 км к северо-западу от Альби.

## Климат
Климат умеренно-океанический. Зима мягкая и дождливая, лето жаркое с частыми грозами. Ветры довольно редки.

## Население
Население коммуны на 2010 год составляло 124 человека.
| 1962 | 1968 | 1975 | 1982 | 1990 | 1999 | 2010 |
| ---- | ---- | ---- | ---- | ---- | ---- | ---- |
| 128  | 121  | 122  | 126  | 129  | 136  | 124  |

## Администрация
| Период | Период | Фамилия     | Партия | Примечания |
| ------ | ------ | ----------- | ------ | ---------- |
| 2001   | 2014   | Клод Алибер |        |            |
| 2014   | 2020   | Жан Мюрсья  |        |            |

## Экономика
В 2007 году среди 71 человека в трудоспособном возрасте (15—64 лет) 50 были экономически активными, 21 — неактивными (показатель активности — 70,4 %, в 1999 году было 62,4 %). Из 50 активных работали 44 человека (22 мужчины и 22 женщины), безработных было 6 (3 мужчин и 3 женщины). Среди 21 неактивных 5 человек были учениками или студентами, 12 — пенсионерами, 4 были неактивными по другим причинам.